# 10197 Сеніґаллієзі
10197 Сеніґаллієзі (10197 Senigalliesi) — астероїд головного поясу, відкритий 18 жовтня 1996 року.
Тіссеранів параметр щодо Юпітера — 3,304.